# Strilkiwzi
Strilkiwzi (ukrainisch Стрілківці; russisch Стрелковцы Strelkowzy, polnisch Strzałkowce) ist ein Dorf im Süden der ukrainischen Oblast Ternopil mit etwa 1000 Einwohnern (2001).

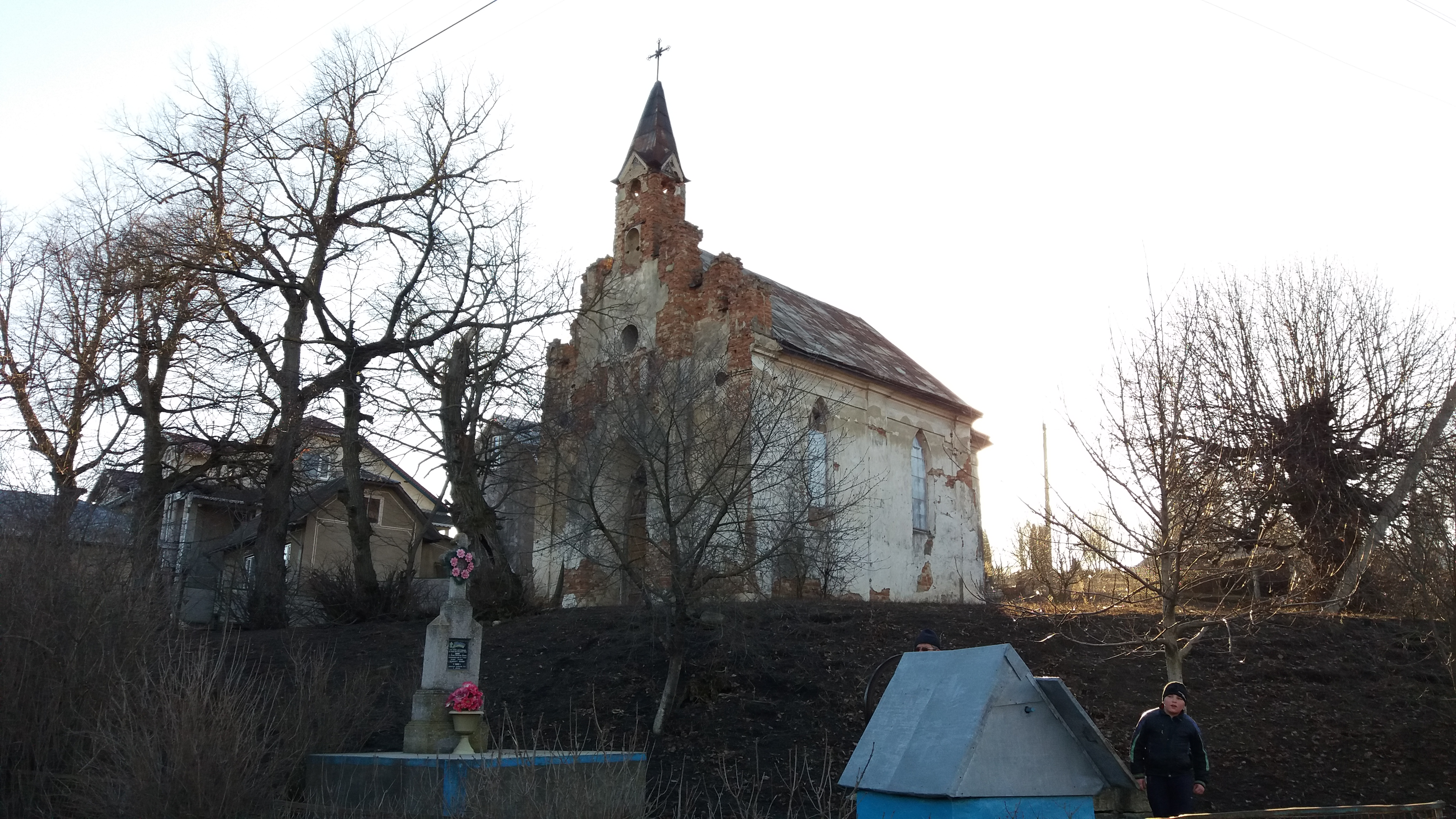
Denkmalgeschütztes Kirchengebäude im Dorf

Das erstmals 1469 schriftlich erwähnte Dorf liegt am rechten Ufer der Nitschlawa, eines 83 km langen, linken Nebenflusses des Dnister, 38 km südöstlich vom Rajonzentrum Tschortkiw und etwa 110 km südlich vom Oblastzentrum Ternopil. Das Gemeindezentrum Borschtschiw liegt etwa 6 km nordöstlich von Strilkiwzi. Durch das Dorf verläuft die Territorialstraße T–20–18.
Nahe dem Dorf befindet sich die Oserna-Höhle (Пече́ра Озе́рна Petschera Oserna; Lage), eine Gipshöhle, die als eine der größten Karsthöhlen der Welt den Status eines Geologischen Naturdenkmals der Ukraine von nationaler Bedeutung besitzt. Sie gehört zu einer Anzahl teils riesiger Gipshöhlen in Podolien. Südlich der Oserna-Höhle liegt mit der Optymistytschna Petschera eine weitere große Gipshöhle.
Am 30. Juni 2016 wurde das Dorf ein Teil der Stadtgemeinde Borschtschiw im Rajon Borschtschiw; bis dahin bildete es die Landratsgemeinde Strilkiwzi (Стрілковецька сільська рада/Strilkowezka silska rada) im Westen des Rajons Borschtschiw.
Am 17. Juli 2020 wurde der Ort Teil des Rajons Tschortkiw.